# Julia Pfrengleová

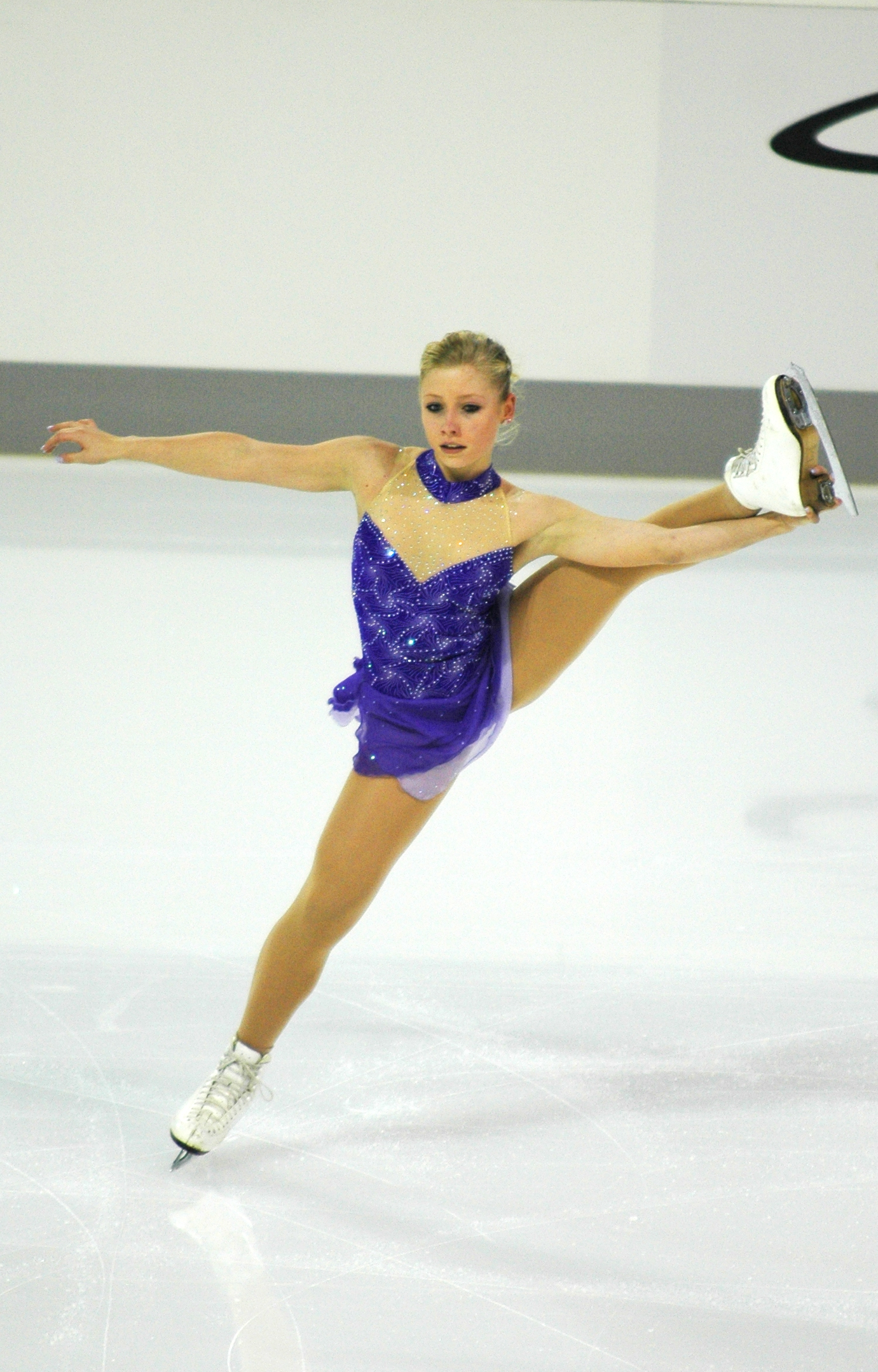
Julia Pfrengleová

Julia Pfrengleová (* 10. května 1995 Ludwigshafen) je bývalá německá krasobruslařka.

## Životopis
Julia je dcera krasobruslařů Claudie Leistnerové a Stefana Pfrengleho. S krasobruslením začala ve třech letech v Mannheimu. Bývala označována za jeden z velkých německých krasobruslařských talentů. Jako nejmladší účastnice dokázala při svém debutu na Mistrovství Německa v roce 2010 v Mannheimu získat bronz.

## Umístění
| Sezóna                              | 2008/09 | 2009/10 | 2010/11 | 2011/12 |
| ----------------------------------- | ------- | ------- | ------- | ------- |
| Mistrovství světa juniorů           | –       | 10      |         |         |
| Mistrovství Německa v krasobruslení | 1 J     | 3       |         | 5       |
| JGP Německo                         | –       | 8       |         |         |
| JGP Bělorusko                       | –       | 11      |         |         |

J = Junioři, JGP = Junior Grand Prix